# Dina Edling
Dina Edling (Lund, 14 november 1854 – Örgryte, 9 januari 1935) was een Zweeds zangeres. Ze was een mezzosopraan en voornamelijk actief binnen de opera.

## Biografie
Bernhardina Niehoff was de dochter van Christian Niehoff en Johanna Fogelberg. Ze huwde in 1883 ingenieur Gunnar Edling.
Ze kreeg haar muzikale opleiding van 1872 tot 1876 aan de Kungliga Musikhögskolan bij Julius Günther. Ze debuteerde op 2 juni 1876 bij het Kungliga Teatern als Adina in de L'elisir d'amore van Gaetano Donizetti. Ze zong vervolgens van 1877 tot 1892 bij dat operahuis. Naast dat ze in opera's zong, was ze ook concertzangeres. Zo zong ze op 17 maart 1885 in Stockholm liederen van Robert Schumann met begeleiding van Agathe Backer-Grøndahl op de piano. Ze gaf ook zanglessen.
Ze werd lid nummer 459 van de Kungliga Musikaliska Akademien en kreeg in 1890 de Litteris et Artibus-onderscheiding. Zij medeondertekende in 1905 de brief aan de koning Oscar II van Zweden met het verzoek kiesrecht voor vrouwen in te voeren.
Wilhelm Petersen-Berger droeg zijn Tre sånger opus 10 aan haar op. Valborg Aulin deed met haar Carina hetzelfde.
- International Standard Name Identifier: 0000 0003 7085 483X
- LIBRIS: 353031
- Virtual International Authority File: 250246381